# Petra Behle
Petra Behle (nacida como Petra Schaaf, Offenbach del Meno, 5 de enero de 1969) es una deportista alemana que compitió en biatlón.
Participó en tres Juegos Olímpicos de Invierno, obteniendo una medalla en cada edición: oro en Nagano 1998, plata en Albertville 1992 y plata en Lillehammer 1994, las tres en la prueba de relevos. Ganó 13 medallas en el Campeonato Mundial de Biatlón entre los años 1988 y 1997.

## Palmarés internacional
| Juegos Olímpicos   | Juegos Olímpicos      | Juegos Olímpicos  | Juegos Olímpicos |
| Año                | Lugar                 | Medalla           | Prueba           |
| ------------------ | --------------------- | ----------------- | ---------------- |
| 1992               | Albertville (Francia) | Medalla de plata  | Relevo           |
| 1994               | Lillehammer (Noruega) | Medalla de plata  | Relevo           |
| 1998               | Nagano (Japón)        | Medalla de oro    | Relevo           |
| Campeonato Mundial |                       |                   |                  |
| Año                | Lugar                 | Medalla           | Prueba           |
| 1988               | Chamonix (Francia)    | Medalla de oro    | Velocidad        |
| 1989               | Feistritz (Austria)   | Medalla de oro    | Individual       |
| 1989               | Feistritz (Austria)   | Medalla de bronce | Relevo           |
| 1990               | Oslo (Noruega)        | Medalla de plata  | Equipo           |
| 1990               | Minsk (URSS)          | Medalla de bronce | Individual       |
| 1991               | Lahti (Finlandia)     | Medalla de oro    | Individual       |
| 1992               | Novosibirsk (Rusia)   | Medalla de oro    | Equipo           |
| 1993               | Borovets (Bulgaria)   | Medalla de oro    | Individual       |
| 1995               | Antholz (Italia)      | Medalla de oro    | Relevo           |
| 1995               | Antholz (Italia)      | Medalla de plata  | Equipo           |
| 1996               | Ruhpolding (Alemania) | Medalla de oro    | Relevo           |
| 1996               | Ruhpolding (Alemania) | Medalla de oro    | Equipo           |
| 1997               | Osrblie (Eslovaquia)  | Medalla de oro    | Relevo           |